# Alexis Renard
Alexis Renard (Saint-Brieuc, 1 de junho de 1999) é um ciclista francês, membro da equipa Israel Start-Up Nation.

## Palmarés
Ainda não tem conseguido nenhuma vitória como profissional

## Resultados em Grandes Voltas
| Corrida | Corrida         | 2020 |
| ------- | --------------- | ---- |
|         | Giro d'Italia   | —    |
|         | Tour de France  | —    |
|         | Volta a Espanha |      |

—: não participa

Ab.: abandono